# Пиннок, Джонни Эдуардо
Джонни Эдуардо Пиннок (порт. Johnny Eduardo Pinnock; 19 января 1946, Сан-Сальвадор-ду-Конго — 23 февраля 2000, Брюссель) — ангольский политик, член руководства ФНЛА, активный участник процесса деколонизации и гражданской войны в Анголе. Премьер-министр коалиционного правительства ФНЛА—УНИТА в начале гражданской войны. После поражения ФНЛА эмигрировал. Вернувшись в Анголу, перешёл в правящую МПЛА, занимал видные дипломатические посты.

## Политик ФНЛА
Происходил из королевского рода баконго. Отцом Джонни Эдуардо Пиннока был Джон Эдуардо Пиннок-старший, один из основателей УПА и ФНЛА, матерью — Исабель Лайди, потомственная принцесса баконго. С детства Джонни Эдуардо Пиннок проникся идеями национализма баконго. Состоял в ФНЛА, являлся преданным сторонником Холдена Роберто.
В период деколонизации Анголы после Португальской революции Джонни Эдуардо Пиннок по поручению Холдена Роберто участвовал в переговорах с президентами Португалии и Заира Антониу ди Спинолой и Мобуту Сесе Секо о недопущении к власти марксистского МПЛА.

## Сопремьер повстанческого правительства
11 ноября 1975 была провозглашена независимость Народной Республики Ангола под властью МПЛА во главе с Агостиньо Нето. В стране разгорелась гражданская война. На территориях, контролируемых ФНЛА, была учреждена Демократическая Республика Ангола (ДРА), а в зоне контроля УНИТА — Социальная Демократическая Республика Ангола (СДРА). 23 ноября 1975 в Уамбо было объявлено об объединении ДРА с СДРА в Народно-Демократическую Республику Ангола (НДРА). Было создано временное коалиционное правительство антиправительственных повстанческих организаций ФНЛА и УНИТА. Холден Роберто и Жонас Савимби являлись сопрезидентами НДРА, сопремьер-министрами — Джонни Эдуардо Пиннок (ФНЛА) и Жозе Нделе (УНИТА). Однако эта структура, получившая название Объединённый национальный совет революции, фактически просуществовала лишь до 30 января 1976, формально — до 11 февраля 1976.
После поражения ФНЛА в гражданской войне Джонни Эдурдо Пиннок покинул Анголу.

## Дипломат МПЛА
Джонни Эдуардо Пиннок вернулся на родину в 1984, воспользовавшись амнистией, объявленной президентом Жозе Эдуарду душ Сантушем. Вступил в правящую МПЛА. В 1985—1989 занимал пост управляющего директора государственной нефтяной компании. С 1989 — член ЦК МПЛА. В 1990 был назначен заместителем министра иностранных дел, курировал вопросы международного сотрудничества. Выступал в качестве политического советника президента душ Сантуша
Джонни Эдуардо Пиннок активно участвовал в мирных переговорах и подготовке Бисесских соглашений, заключённых между правительством МПЛА и повстанческим движением УНИТА 31 мая 1991.
На выборах 1992 (обернувшихся Резнёй Хэллоуин) Джонни Эдуардо Пиннок был избран в парламент по списку МПЛА.
Последняя занимаемая должность — посол Анголы в странах Бенилюкса. Скончался Джонни Эдуардо Пиннок в бельгийской столице.